# Jacques Armand Gauthier
Jacques Armand Gauthier (New York, 7 juni 1948) is een Amerikaanse paleontoloog van gewervelde dieren, vergelijkende morfoloog, systematist en een van de grondleggers van het gebruik van cladistiek in de biologie. 

## Biografie
Gauthier is de zoon van Edward Paul Gauthier en Patricia Marie Grogan. Hij ontving een Bachelor of Science in zoölogie aan de San Diego State University in 1973, een Master of Biological Science aan hetzelfde instituut in 1980, en een doctoraat in de paleontologie aan de University of California, Berkeley in 1984. Momenteel is hij hoogleraar geologie en geofysica en ecologie en evolutionaire biologie en conservator van de paleontologie van gewervelde dieren en de zoölogie van gewervelde dieren aan de Yale University. Zijn masterproef, waarvan de inhoud in 1982 werd gepubliceerd, is een klassiek werk over de paleontologie en fylogenie van de hagedissenclade Anguimorpha, dat een kernreferentie blijft voor morfologisch onderzoek naar Xenosauridae en Anguidae in het bijzonder. Zijn proefschrift vormde de eerste grote cladistische analyse van Diapsida, evenals het argument voor de monofylie van de dinosauriërs. Hij volgde dit met een belangrijk artikel over de oorsprong van vogels uit theropoden. Dit was de eerste gedetailleerde cladistische analyse van de theropode dinosauriërs en leidde tot een revolutie in de fylogenetica van dinosauriërs, waarbij cladistiek het systeem van Linnaeus verving in de classificatie en het fylogenetische begrip van de dinosauriërs.
Het corpus van Gauthier droeg bij aan de fundamentele fylogenetische studies van Archosauria en Lepidosauria, twee belangrijke amniote claden; en hij was de eerste auteur van de fundamentele en nog steeds veel geciteerde fylogenetische studie van Amniota als geheel. De fylogenetische kenmerkensets uit zijn werken uit 1984 en 1986, het artikel over amnioten uit 1988 en de artikels over lepidosauriërs en Squamata uit 1988 vormen nog steeds de kern van vrijwel alle op grove anatomie gebaseerde fylogenetische analyses van deze groepen, en behoren als zodanig tot de meest geciteerde artikels in amniote morfologie en paleobiologie. Het amniote-artikel uit 1988 wordt ook vaak aangehaald om het belang van taxonbemonstering in fylogenetische analyse aan te tonen, in het bijzonder het belang van het bemonsteren van zeldzame of fossiele taxa die 'lange takken' kunnen breken waarlangs convergentie kan plaatsvinden.
Gauthier heeft samen met Kevin de Queiroz gepleit voor het vervangen van de taxonomie van Linnaeus door de PhyloCode. Naast zijn theoretische werk over systematiek en taxonomie, blijft Gauthier de anatomie en verwantschappen van diapsiden bestuderen, met name lepidosauriërs. Zijn hagedissenwerk richt zich momenteel op Scincomorpha, na een carrièrelange interesse in de ongewone clade Xantusiidae. Hij is hoofdonderzoeker van de door de National Science Foundation gefinancierde poging om de fylogenie van hagedissen en slangen (Squamata) te reconstrueren met behulp van grove anatomie en moleculaire structuur, voortbouwend op zijn eerdere werk in samenwerking met Richard Estes en Kevin de Queiroz, met de meest algemeen aanvaarde fylogenie van de groep.